# Joséphine d’Yquem
Joséphine d'Yquem, ou Françoise-Joséphine de Sauvage d'Yquem ou Françoise-Joséphine de Lur-Saluces, née le 11 février 1768 à Bordeaux et morte le 6 novembre 1851 au château d'Yquem à Sauternes, est une vigneronne et femme d'affaires française.

## Biographie
Joséphine de Sauvage, dame d'Yquem, naît dans une famille qui fait des affaires dans la production et la vente de bois et de produits agricoles, notamment des vins rouges et blancs. Le 6 juin 1785, alors qu'elle est depuis peu orpheline de père et mère, elle épouse Louis-Amédée de Lur-Saluces. Le couple entreprend de faire connaitre le vin d'Yquem à la cour de Versailles. Son mari meurt le 29 octobre 1788, âgé de 27 ans, en lui laissant deux enfants. Joséphine d'Yquem  prend alors la tête de l'entreprise familiale.
Emprisonnée plusieurs fois lors des années suivant la Révolution, son beau-père exécuté en 1793, elle réussit malgré tout à sauver son domaine,. Sa fille meurt en 1794.
Après la mort de sa bru en 1815 et de son fils ainé en 1823, elle prend en charge l’éducation de ses trois petits-enfants. Elle meurt en 1851, après avoir légué son entreprise à son petit-fils Romain Bertrand de Lur-Saluces.

## Méthodes de vinification
Joséphine d'Yquem prend la décision de sélectionner uniquement des raisins atteints d’une « pourriture noble », le botrytis cinerea, afin de produire un vin liquoreux.
En 1826, elle fait construire un chai dédié à sa production.

## Méthodes commerciales
Joséphine d'Yquem accorde beaucoup de soin à l’étiquette de ses vins, ainsi qu'au modèle de leurs bouteilles.
Elle veille à la fidélisation de ses clients.